# Ívi
Ivi ou iívi (Drepanis coccinea), ʻiʻiwi (antes Vestiaria coccinea), ou Ívi é um tipo de trepador-do-mel: endémico do Havai. É uma das espécies mais abundantes dos drepanidíneos do Havai, muitos dos quais estão em perigo de extinção ou extintas. O Iví é reconhecidamente um dos símbolos do Havai e é a terceira ave terrestre mais comum no arquipélago. Grandes colónias de Ívis habitam as ilhas de Havai, Maui, e Kauai, com colónias de menor dimensão nas ilhas de Molokai e Oahu não existindo mais, atualmente, na ilha de  Lanai. A população remanescente totaliza 350 000 indivíduos, mas está a diminuir.

## Descrição e usos

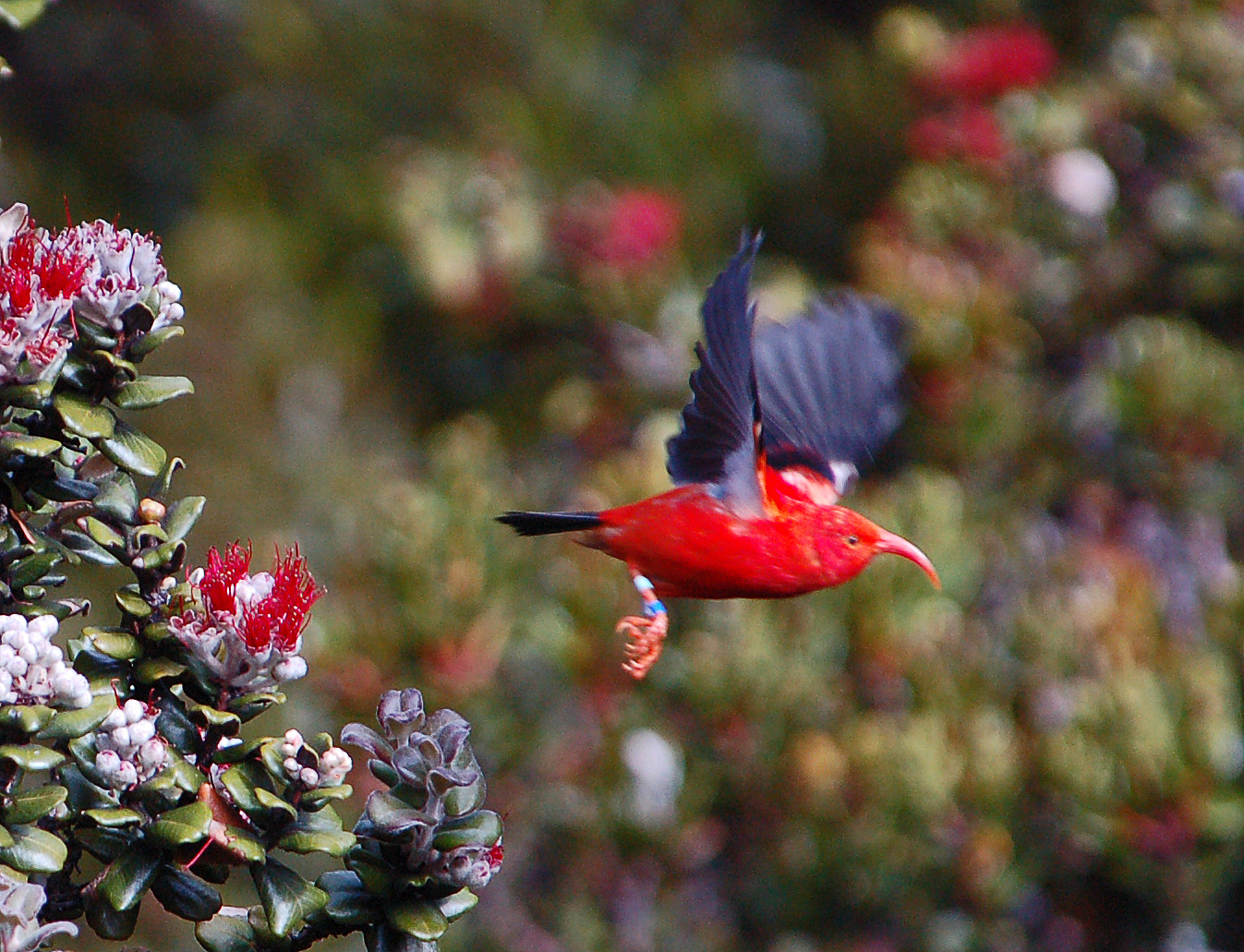
Um Ívi, durante o voo, exibe as suas cores vivas.

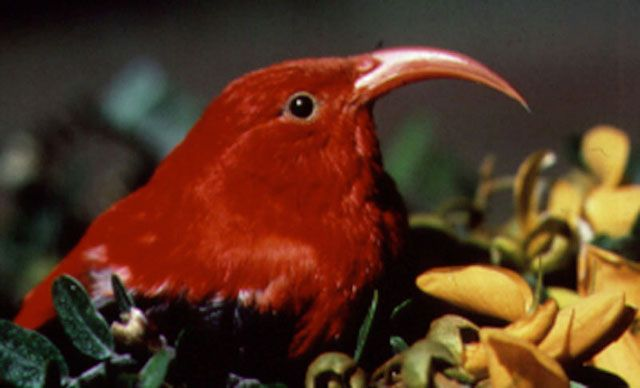
Cabeça.

Os ívis adultos são, na maior parte do corpo vermelho, com asas e cauda negras e um bico longo e curvo de cor salmão adaptado para a recolha do néctar de flores. O contraste entre a sua plumagem colorida e a folhagem verde torna-os uma das espécies de aves mais facilmente detetável do Havai. As aves mais jovens têm plumagem dourada, com mais manchas e bicos de cor de marfim, pelo que eram foram confundidos com outras espécies pelos primeiros naturalistas.
Ainda que tenham sido utilizados no comércio de penas, foram menos afetados que o mamo-do-havai pelo facto de não ser considerado tão sagrado pelas religiões nativas. As penas de ívi são muito procuradas e valorizadas pela nobreza havaiana aliʻi com o intuito de serem usadas na decoração de ʻahuʻula (mantos de penas) e mahiole (capacetes emplumados). Tal uso justifica o nome científico original Vestiaria, do Latim "vestuário", e coccinea que se refere à cor vermelha. (Em 2015 a publicação Birds of the World: Recommended English Names mudou o género Vestiaria para o género Drepanis, da palavra grega para foice, fazendo referência ao formato do seu bico.)
É uma ave frequentemente citada no folclore havaiano. A canção havaiana "Sweet Lei Mamo" inclui o verso "The i'iwi bird, too, is a friend" ("O pássaro ívi, também, é um amigo").
O ívi consegue flutuar no ar como um beija-flor. O seu canto peculiar consiste num par de assobios, o som de bolas caindo à água, o som de balões de borracha a esfregarem-se ou o rangido de dobradiças com ferrugem.

## Ecologia

### Dieta
O bico longo dos ívis permite-lhes recolher o néctar de flores como as das lobelioides havaianas, com corola curva. A partir de 1902 a população destas espécies vegetais diminuiram drasticamente e os ívis começaram a alimentar-se do néctar da floração de árvores ʻōhiʻa lehua (Metrosideros polymorpha). Os ívis alimentam-se também de pequenos artrópodes.

### Migração
Estas aves são migrantes altitudinais; seguem a progressão da floração enquanto esta se desenvolve diferencialmente a altitudes que vão diminuindo ao longo do ano. A procura de alimento em regiões de baixa altitude expõem-os a vários organismos patogénicos e a uma elevada mortalidade. O facto de os ívis poderem migrar entre ilhas permitiu-lhes não se extinguirem em pequenas ilhas como  Molokaʻi.

## Reprodução
No início do inverno, de janeiro a junho, estas aves acasalam assim que as plantas ʻōhiʻa atingem a sua floração máxima. A fêmea põe dois a três ovos num pequeno ninho feito de fibras de árvores, pétalas e plúmulas. Os ovos, de acor azulada, elodem em catorze dias. As crias são amarelo-esverdeadas com manchas laranja-acastanhadas. As crias emplumam em vinte quatro dias e rapidamente atingem a plumagem adulta.

## Etimologia
Os linguistas fazem derivar a palavra havaiana ʻiʻiwi da língua proto-polinésia *kiwi, que na Polinésia central se refere ao maçarico-de-coxas-arrepiadas (Numenius tahitiensis), um pássaro migratório. O bico longo e curvo desta espécie tem, de facto, algumas semelhanças com o dos ívis.

## Ameaças e conservação

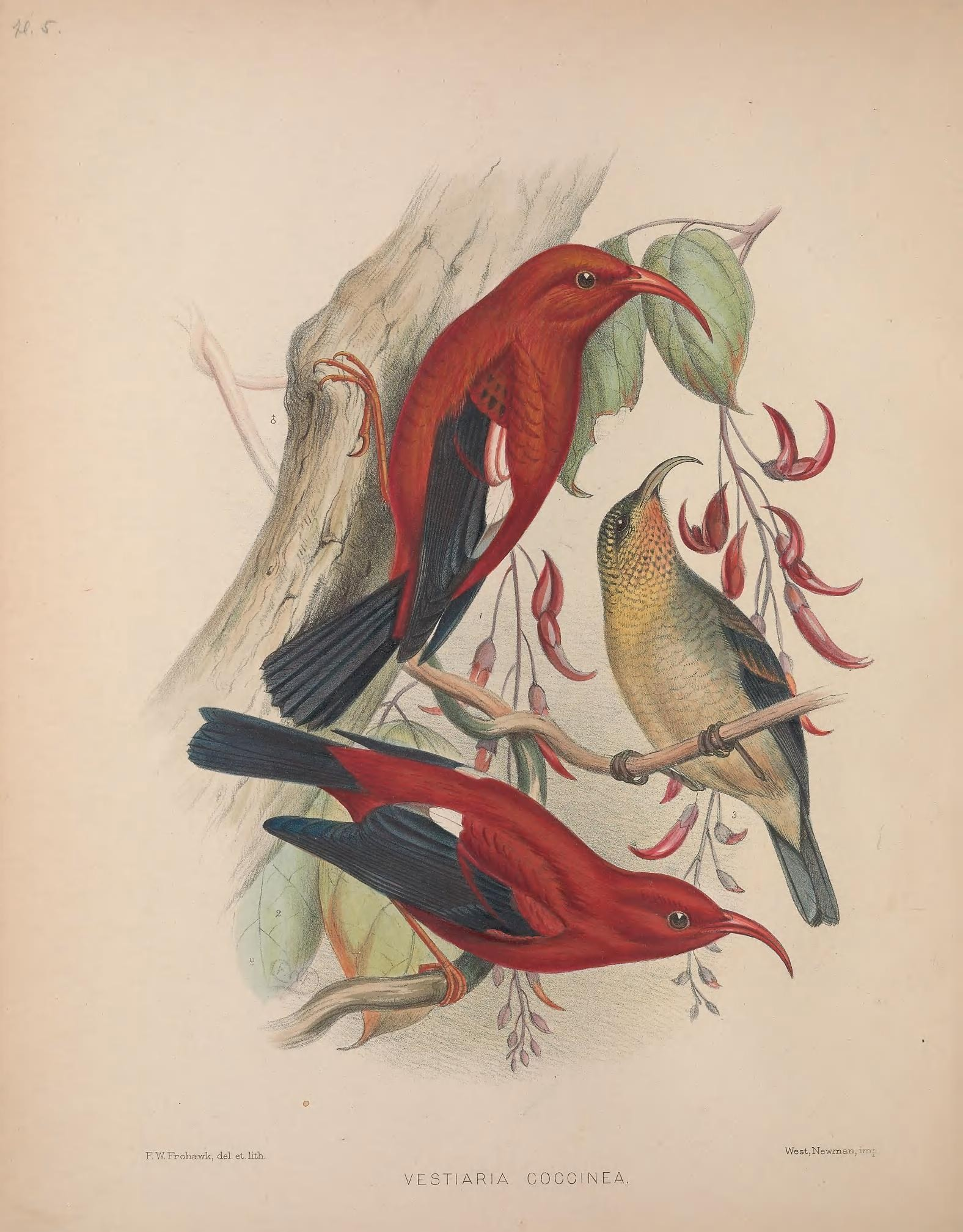
Vestiaria coccinea

Ainda que os ívis sejam ainda bastante comuns na maior parte das ilhas do Havai, são raras nas ilhas de Oʻahu e de Molokai. Desde 1929 que não se encontrou nenhuma em Lānaʻi. Este declínio, que a torna uma espécie em perigo, é explicado em primeiro lugar pela perda de habitat, já que as florestas nativas têm sido desbastadas para agricultura, pastagens entre outros fins. A espécie é ainda  particularmente susceptível à bouba aviária e à gripe das aves.
Planos de ação no sentido de restaurar os habitats desta espécie incluem a remoção de espécies invasoras (como o araçá-rosa, Rubus argutus, o tojo, maracujá-banana, etc.) e restauro da flora nativa.
Doenças introduzidas, como a malária aviária (Plasmodium relictum) são disseminadas entre a população de ívis por mosquitos. As populações que vivem acima dos 1000 metros estão mais protegidas, já que as temperaturas mais baixas não são favoráveis à disseminação de mosquitos. Em Molokaʻi, a organização The Nature Conservancy tem contribuído para a preservação dos habitats ao isolar com cercas várias reservas naturais de modo a afastar populações introduzidas de porcos, responsáveis por lamaçais favoráveis à reprodução dos mosquitos.
O ívi já esteve classificado como espécie quase ameaçada pela IUCN, mas estudos recentes têm provado que as populações são menores do que se pensava antes, tendo por essa razão passado a considerar-se como  espécie vulnerável em 2008.